# Spyro the Dragon
Spyro the Dragon — серия видеоигр в жанре платформера, начатая компанией Insomniac Games в 1998 году и разрабатывающаяся разными компаниями с 2001 года по настоящее время. Главным героем всех игр серии является дракон Спайро.

## Релизы
Все серии игры выходят на разных компьютерных платформах, охватив основные телевизионные и портативные игровые приставки с 1998 года по настоящее время.

## Игры серии
| Название игры                           | Год  | Платформы                                                    | Издатель                    |
| --------------------------------------- | ---- | ------------------------------------------------------------ | --------------------------- |
| Spyro the Dragon                        | 1998 | PlayStation                                                  | Sony Computer Entertainment |
| Spyro 2: Ripto's Rage!                  | 1999 | PlayStation                                                  | Sony Computer Entertainment |
| Spyro: Year of the Dragon               | 2000 | PlayStation                                                  | Sony Computer Entertainment |
| Spyro: Season of Ice                    | 2001 | Game Boy Advance                                             | Vivendi Universal Games     |
| Spyro 2: Season of Flame                | 2002 | Game Boy Advance                                             | Vivendi Universal Games     |
| Spyro: Enter the Dragonfly              | 2002 | GameCube, PlayStation 2                                      | Vivendi Universal Games     |
| Spyro: Attack of the Rhynocs            | 2003 | Game Boy Advance                                             | Vivendi Universal Games     |
| Spyro Orange: The Cortex Conspiracy     | 2004 | Game Boy Advance                                             | Vivendi Universal Games     |
| Spyro: A Hero's Tail                    | 2004 | PlayStation 2, Xbox, GameCube                                | Vivendi Universal Games     |
| Spyro: Shadow Legacy                    | 2005 | Nintendo DS                                                  | Vivendi Universal Games     |
| The Legend of Spyro: A New Beginning    | 2006 | GameCube, Game Boy Advance, PlayStation 2, Xbox, Nintendo DS | Vivendi Universal Games     |
| The Legend of Spyro: The Eternal Night  | 2007 | PlayStation 2, Wii, Nintendo DS, Game Boy Advance            | Vivendi Universal Games     |
| The Legend of Spyro: Dawn of the Dragon | 2008 | PlayStation 2, PlayStation 3, Xbox 360, Wii, Nintendo DS     | Vivendi Universal Games     |
| Spyro Reignited Trilogy                 | 2018 | PlayStation 4, Xbox One, Nintendo Switch, PC (Windows)       | Activision                  |

## Будущее
В июле 2014 года для Daily Telegraph дал интервью генеральный директор Sony Computer Entertainment. Его команда решила продолжить разработку Spyro, заявив: «Мы начали обсуждать вопрос о продолжении выпуска игр, в которых будут давние персонажи, которые так полюбились людям. Люди говорят о том, что именно эти персонажи были так близки им в детстве. Я, безусловно, не буду игнорировать подобные просьбы.»
В сентябре 2014 года, выступая на IGN, директор Insomniac Games Тед Прайс заявил, что создание новых частей Spyro является далеко не плохой идеей. «Компания Activision сделала большую работу со Спайро. Они воскресили его в Skylanders. Разработчики группы сделали большую работу по обеспечению, переместив его в другую историю. Это очень трудно сделать в эпоху, когда людям нравятся игры о зомби. Мы всегда будем любить этого персонажа. Я научился говорить „никогда не говори никогда“, так… кто знает?». После этого интервью фанаты серии были возмущены. «После окончания работы над трилогией „Легенда о Спайро“ Activision студия наплевала на игровую биографию этого персонажа и сделала его незаметной частью своего экшна. Это вообще не круто» — пишет один из них. Фанаты просят CEO Insomniac Games обратно выкупить лицензию и продолжить дальнейшую разработку игры.